# Alzey-Worms
Alzey-Worms é um distrito (kreis ou landkreis) da Alemanha localizado no estado da Renânia-Palatinado.

## Cidades e municípios
Cidades (livres):
1. Alzey
2. Osthofen

| Verbandsgemeinden | Verbandsgemeinden | Verbandsgemeinden |
| --- | --- | --- |
| - 1. Alzey-Land [sede: Alzey] 1. Albig 2. Bechenheim 3. Bechtolsheim 4. Bermersheim vor der Höhe 5. Biebelnheim 6. Bornheim 7. Dintesheim 8. Eppelsheim 9. Erbes-Büdesheim 10. Esselborn 11. Flomborn 12. Flonheim 13. Framersheim 14. Freimersheim 15. Gau-Heppenheim 16. Gau-Odernheim 17. Kettenheim 18. Lonsheim 19. Mauchenheim 20. Nack 21. Nieder-Wiesen 22. Ober-Flörsheim 23. Offenheim 24. Wahlheim | - 2. Eich 1. Alsheim 2. Eich¹ 3. Gimbsheim 4. Hamm am Rhein 5. Mettenheim - 3. Monsheim 1. Flörsheim-Dalsheim 2. Hohen-Sülzen 3. Mölsheim 4. Mörstadt 5. Monsheim¹ 6. Offstein 7. Wachenheim - 4. Westhofen 1. Bechtheim 2. Bermersheim 3. Dittelsheim-Heßloch 4. Frettenheim 5. Gundersheim 6. Gundheim 7. Hangen-Weisheim 8. Hochborn 9. Monzernheim 10. Westhofen¹ | - 5. Wöllstein 1. Eckelsheim 2. Gau-Bickelheim 3. Gumbsheim 4. Siefersheim 5. Stein-Bockenheim 6. Wendelsheim 7. Wöllstein¹ 8. Wonsheim - 6. Wörrstadt 1. Armsheim 2. Ensheim 3. Gabsheim 4. Gau-Weinheim 5. Partenheim 6. Saulheim 7. Schornsheim 8. Spiesheim 9. Sulzheim 10. Udenheim 11. Vendersheim 12. Wallertheim 13. Wörrstadt¹ |
| ¹sede do Verbandsgemeinde; ²cidade | | |